# パウラ・オルティス
パウラ・オルティス・アルバレス（スペイン語: Paula Ortiz Álvarez, 1979年1月8日 - ）は、スペイン・サラゴサ出身の映画監督・脚本家・映画プロデューサー。

## 人物
2011年には長編第1作『De tu ventana a la mía』でゴヤ賞新人監督賞にノミネートされ、バリャドリッド国際映画祭で新人監督賞を受賞した。2014年の長編第2作『La novia』はゴヤ賞作品賞や監督賞など12部門にノミネートされ、フェロス賞ではドラマ作品賞や監督賞など6部門を受賞した。

## 経歴

### 初期の経歴

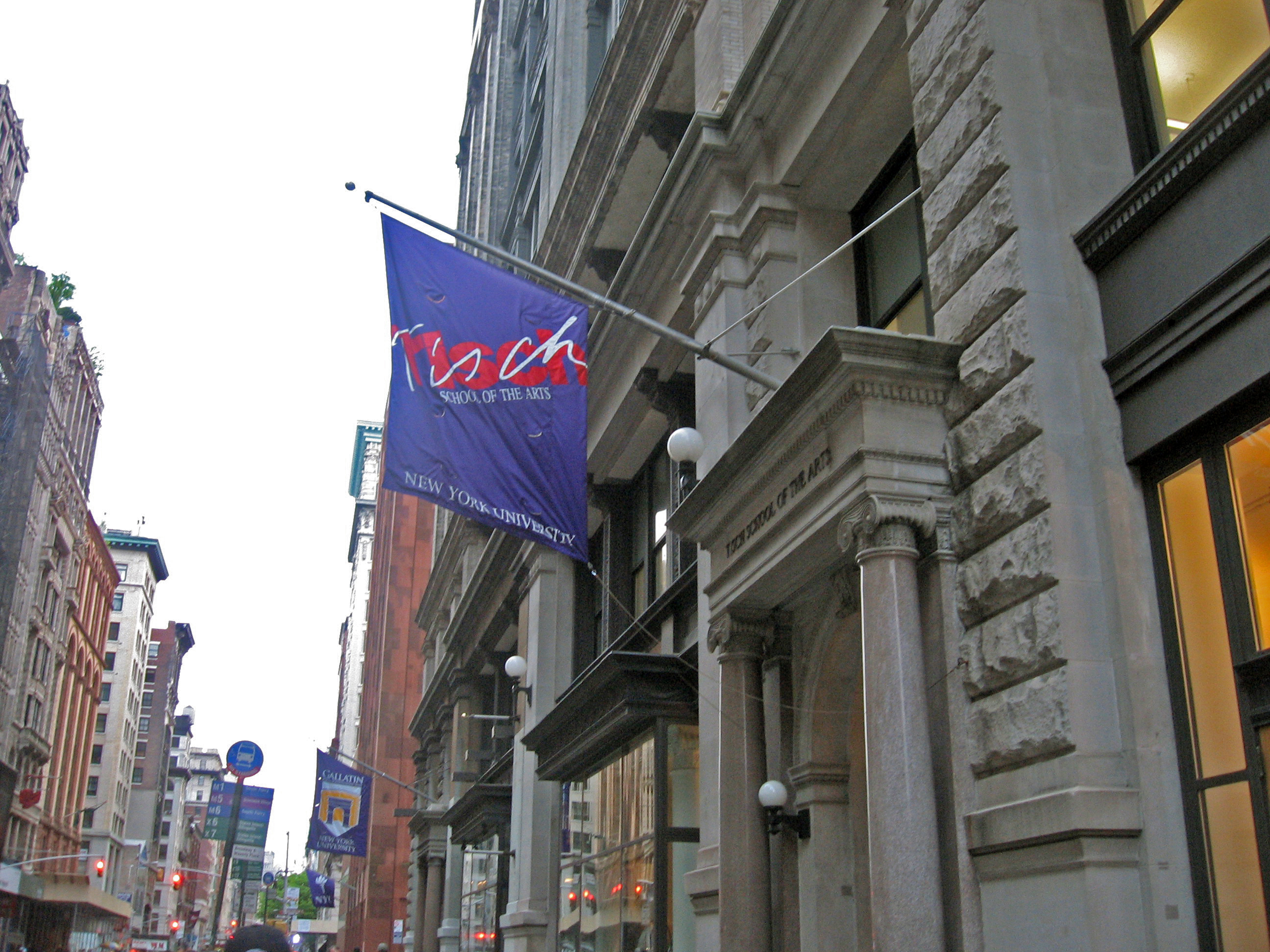
ティッシュ・スクール・オブ・ジ・アーツ

1979年にサラゴサで生まれた。2002年にサラゴサ大学でスペイン語文献学の学士号を取得し、2003年にバルセロナ自治大学で映画・テレビ脚本の修士号を取得した。2004年から2008年にはサラゴサ大学芸術学部で、研究員や映画・映像メディア研究の講師を務めた。この時期にはアグスティン・サンチェス・ビダルによる指導の下で、博士論文「映画脚本: その理論と実用的基礎の更新」を執筆し、2011年1月31日に博士号を取得した。
ニューヨーク大学芸術学部（ティッシュ・スクール・オブ・ジ・アーツ）の映画・テレビ学科で映画製作を学び、カリフォルニア大学ロサンゼルス校で脚本製作を学んだ。ナレーターのためのワークショップの会員であり、ロサンゼルスのStory Expoやスペインとアメリカの脚本家向けフォーラムにも参加している。

### 映画製作者
2001年以降にはいくつかの短編映画を製作した。2010年夏にはアマポーラ・フィルムズ、オリア・フィルムズ、セントローパ・スペインの製作によって、長編第1作『De tu ventana a la mía)の脚本と監督を手掛けた。マリベル・ベルドゥ、レティシア・ドレーラ、アレクス・アングロなどが出演している。上海国際映画祭で世界プレミア上映され、サウンドトラック賞を受賞、審査員による特別言及を得た。スペイン国内外で数多くの映画賞を受賞し、興行的にも成功を収めた。第56回バリャドリッド国際映画祭では新人監督賞（ピラール・ミロ賞）を受賞した。2012年のゴヤ賞では新人監督賞、助演女優賞、作曲賞の3部門にノミネートされたが、いずれの受賞も逃している。ベルギーのモンス国際映画祭では国際女性批評賞を受賞した。スペインではハイ・フィルムズによって配給され、国際市場ではヴァーテックス・ゴーによって配給された。2012年3月に一般公開され、批評面も興行成績も上々だった。
1933年に初演されたフェデリコ・ガルシア・ロルカの悲劇『血の婚礼』を原作として、2014年には長編第2作『La novia』を監督した。スペイン＝トルコ＝ドイツの共同製作作品であり、スペインとトルコで撮影を行った。インマ・クエスタ、アレクス・ガルシーア、アシエル・エチェアンディア、ルイサ・ガバサ、レティシア・ドレーラなどが出演している。2015年のサン・セバスティアン国際映画祭では、コンペティション部門ではなくサバルテギ部門で上映された。2016年1月29日に授賞式が開催された第3回フェロス賞では、ドラマ作品賞、監督賞、主演女優賞（インマ・クエスタ）、助演女優賞（ルイス・ガバサ）、音楽賞（梅林茂）、予告編賞と、6部門で受賞した。第30回ゴヤ賞では作品賞や監督賞を含む最多の12部門にノミネートされたが、受賞は助演女優賞（ガバサ）と撮影賞の2部門に終わった。

### 映画製作以外

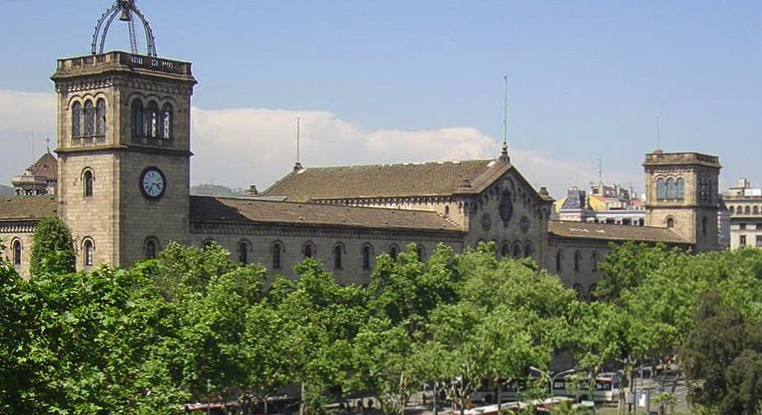
バルセロナ大学

バルセロナ大学で映画史を教えており、サラゴサのサン・ホルヘ大学で脚本執筆と映画分析を教えている。マドリード映画学校(ECAM)、カタルーニャ映画学校(ESCAC)、CEUサン・パブロ大学、マドリード自治大学、ナバーラ大学、バリャドリッド大学、アメリカ合衆国ヴァージニア州のジェームズ・マディソン大学などで、ワークショップ・講演会・セミナーなどを行ったことがある。いくつかの雑誌に物語や脚本執筆に関する記事を書いたり、それらの題材の書籍を刊行している。
ミサル・ムルティメディアの『フーヴスこども百科事典』の刊行に貢献した。アラゴン州政府、ウーマンズシークレット（女性下着メーカー）、ピコリン（寝具メーカー）、エブロサなどの広告CMを製作したことがある。
スペイン女性映画製作者組合(PEAK)の運営委員会のメンバーであり、ヨーロッパ女性視聴覚ネットワーク(EWAN)の共同創設者兼副会長である。2010年にはキケ・モーラ、ラウール・ガルシア、ヘスース・ボスケッドと共同で、ポピー・フィルムズという映画製作会社を設立した。

## フィルモグラフィー

### 短編
| 年   | 原題                                                       |
| ---- | ---------------------------------------------------------- |
| 2001 | Para contar una historia en cinco minutos                  |
| 2002 | Saldría a pasear todas las noches. Declaración de Katerina |
| 2005 | Fotos de familia                                           |
| 2008 | The Face of Ido                                            |
| 2008 | El hueco de Tristán Boj                                    |

### 長編
| 年   | 原題                   | 備考       |
| ---- | ---------------------- | ---------- |
| 2011 | De tu ventana a la mía | 脚本・監督 |
| 2014 | La novia               | 監督       |

## 受賞とノミネート

### 映画賞
ゴヤ賞
| 年   | 部門       | 作品                   | 結果       |
| ---- | ---------- | ---------------------- | ---------- |
| 2016 | 脚色賞     | La novia               | ノミネート |
| 2016 | 監督賞     | La novia               | ノミネート |
| 2011 | 新人監督賞 | De tu ventana a la mía | ノミネート |
| 2011 | 作曲賞     | De tu ventana a la mía | ノミネート |

フェロス賞
| 年   | 部門         | 作品     | 結果       |
| ---- | ------------ | -------- | ---------- |
| 2016 | 監督賞       | La novia | 受賞       |
| 2016 | ドラマ作品賞 | La novia | 受賞       |
| 2016 | 脚本賞       | La novia | ノミネート |

ガウディ賞
| 年   | 部門                   | 作品     | 結果       |
| ---- | ---------------------- | -------- | ---------- |
| 2016 | 非カタルーニャ語作品賞 | La novia | ノミネート |

トゥリア賞
| 年   | 部門       | 作品     | 結果 |
| ---- | ---------- | -------- | ---- |
| 2016 | 新人監督賞 | La novia | 受賞 |

スペイン映画批評家協会賞
| 年   | 部門   | 作品     | 結果       |
| ---- | ------ | -------- | ---------- |
| 2016 | 脚色賞 | La novia | 受賞       |
| 2016 | 作品賞 | La novia | ノミネート |
| 2016 | 監督賞 | La novia | ノミネート |

### 映画祭
バリャドリッド国際映画祭
| 年   | 部門       | 作品                   | 結果 |
| ---- | ---------- | ---------------------- | ---- |
| 2011 | 新人監督賞 | De tu ventana a la mía | 受賞 |

ダッカ国際映画祭
| 年   | 部門               | 作品                   | 結果       |
| ---- | ------------------ | ---------------------- | ---------- |
| 2014 | フィクション作品賞 | De tu ventana a la mía | ノミネート |